# それ行けスマート
『それ行けスマート』（それゆけスマート、原題：Get Smart）は、アメリカ合衆国のNBC系で1965年から1969年まで、CBS系で1969年から1970年まで放映された30分のテレビドラマシリーズ。スパイものをパロディにしたシチュエーション・コメディ。メル・ブルックス、バック・ヘンリーが原案および脚本を担当。
日本（関東地区）では、1966年にNETテレビ（現：テレビ朝日）の『危機一髪シリーズ』枠（金曜21:00 - 21:56）で『ハニーにおまかせ』と共に放送。その後、1968年から1969年まで東京12チャンネル（現：テレビ東京）の毎週火曜21:00 - 21:30で放映された。

## あらすじ
アメリカの秘密諜報機関コントロール（CONTROL）のドジで間抜けなスパイ・エージェント86ことマクスウェル・スマート（ドン・アダムス）が、相棒のエージェント99（バーバラ・フェルドン）とともに、靴底の無線電話などといった変なスパイ道具を使いながら、世界征服をたくらむ秘密結社ケイオス（KAOS、カオスとも）と戦う。

## キャスト
| 役名                   | 俳優                 | 日本語吹替 | 日本語吹替       | 日本語吹替     |
| 役名                   | 俳優                 | NETテレビ  | 東京12チャンネル | 1980年代新録音 |
| ---------------------- | -------------------- | ---------- | ---------------- | -------------- |
| マクスウェル・スマート | ドン・アダムス       | 藤村有弘   | 小松政夫         | 石丸博也       |
| 99号                   | バーバラ・フェルドン | 久里千春   | 小原乃梨子       | 佐々木るん     |
| チーフ                 | エドワード・プラット | 塩見竜介   |                  | 藤本譲         |
| ジークフリート         | バーニー・コペル     | 川久保潔   |                  |                |

## 影響
- このドラマに出ていた靴底の無線電話は、『華麗なるスパイ』の「MISSION 1」でパロディされていた。
- 『頭の体操』第4集に、このドラマを題材にしたパズルが出題されている。

## 映画
- 『0086笑いの番号』 The Nude Bomb（1980年、アメリカ、クライヴ・ドナー監督）
- 『それ行けスマート 世界一の無責任スパイ』 Get Smart Again!（1989年、アメリカ、ゲイリー・ネルソン監督）
- 『ゲット スマート』Get Smart（2008年、アメリカ、ピーター・シーガル監督）